# Jacobus Gerardus Schepers
Jacobus Gerardus Schepers (ur. 18 września 1798 r., zm. 27 listopada 1863 r.) – holenderski ksiądz katolicki, biskup, wikariusz apostolski Gujany Holenderskiej od 1852 r.
Urodził się w 1798 r. w katolickiej rodziny holenderskiej. Studia teologiczne ukończył mając trzydzieści lat, po czym został w 1829 r. wyświęcony na księdza. Podjął pracę duszpasterską na misji katolickiej w Gujanie, holenderskiej kolonii w Ameryce Południowej.
W 1826 r. po niespodziewanej śmierci księdza Martinusa van der Weijdena objął stanowisko prefekta apostolskiego Gujany Holenderskiej. W związku z niemożliwością sprawowania przez bpa Jacobusa Grooffa funkcji wikariusza apostolskiego został mianowany administratorem apostolskim wikariatu, zarządzając nim w ten sposób przez kolejne dziewięć lat. W 1852 r. został wyznaczony przez papieża Piusa IX nowym wikariuszem apostolskim oraz odznaczony godnością biskupa tytularnego Melipotamus. 7 września 1853 r. miała miejsce jego konsekracja. Zmarł w 1863 r., w wieku sześćdziesięciu pięciu lat.